# Županja

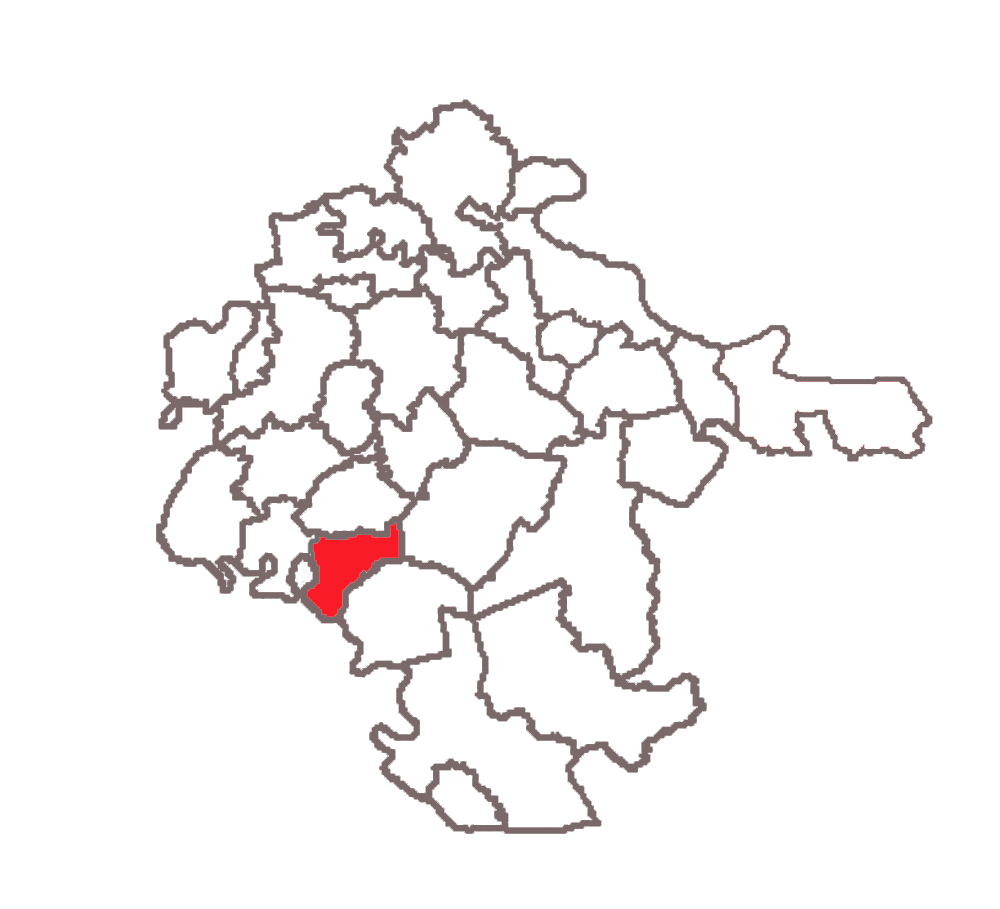
Lage der Stadt Županja in der Gespanschaft Vukovar-Syrmien

Županja [ˈʒupaɲa] (ungarisch Zsupanya) ist eine Stadt in Kroatien.

## Geographische Lage
Die Stadt liegt im Osten Kroatiens, den man regional und historisch Slawonien nennt, unmittelbar an der Grenze zu Bosnien und Herzegowina. Županja erstreckt sich auf einer Fläche von knapp 89 km² entlang des Flusses Sava und ist das Zentrum der Mikroregion županjska Posavina. Die Stadt befindet sich 80 Meter über dem Meeresspiegel. Die geographischen Koordinaten sind: 45°07' N und 18°70' E.
Županja bildet einen wichtigen Verkehrsknotenpunkt in den Richtungen Ost-West und Nord-Süd. Die nahe der Stadt verlaufende Autobahn A3 verbindet Zagreb mit Belgrad. Die Verkehrsanbindung ins benachbarte Bosnien besteht in Form einer Brücke über die Sava, die zugleich den Grenzübergang darstellt.
Županjas Nachbarstädte auf kroatischer Seite sind Vinkovci im Norden und Slavonski Brod im Westen. Auf bosnischer Seite liegen Orašje südlich und Brčko südöstlich der Stadt.

## Geschichte
Erstmals wird Županja 1528 unter dem Namen Zapanablatia auf der Tabula Hungarie erwähnt. Die Ortschaft formierte sich erst im 15. Jahrhundert, durch die Anknüpfung mehrerer Dörfer im Westen entsteht Župnje Blato, das administrativ Vukovo (dem heutigen Vukovar) gehörte. Nach der Befreiung von den Türken wird Županja der Österreichisch-Ungarischen Monarchie angeschlossen. Von 1884 bis 1932 befand sich eine Tannin-Fabrik in Županja, durch die sich ihr Aussehen änderte und einen urbanen Charakter bekam. Von 1962 bis 1991 zählte Županja ca. 50.000 Einwohner. Als der Kroatienkrieg in den 1990er Jahren ausbrach, wurde in Županja die 131. Brigade geformt, die in der Abwehr Kroatiens mitwirkte. Während des Krieges wurden auf Županja mehr als 10.000 Projektile aus Bosnien von aufständischen Serben abgeschossen. Im Jahre 1992 erhielt Županja den Status einer Stadt. Am 31. Dezember 1995 überquerte die 1. US-Panzerdivision den Grenzfluss, um im Rahmen der NATO Implementation Force (IFOR) nach Bosnien-Herzegowina verlegt zu werden.

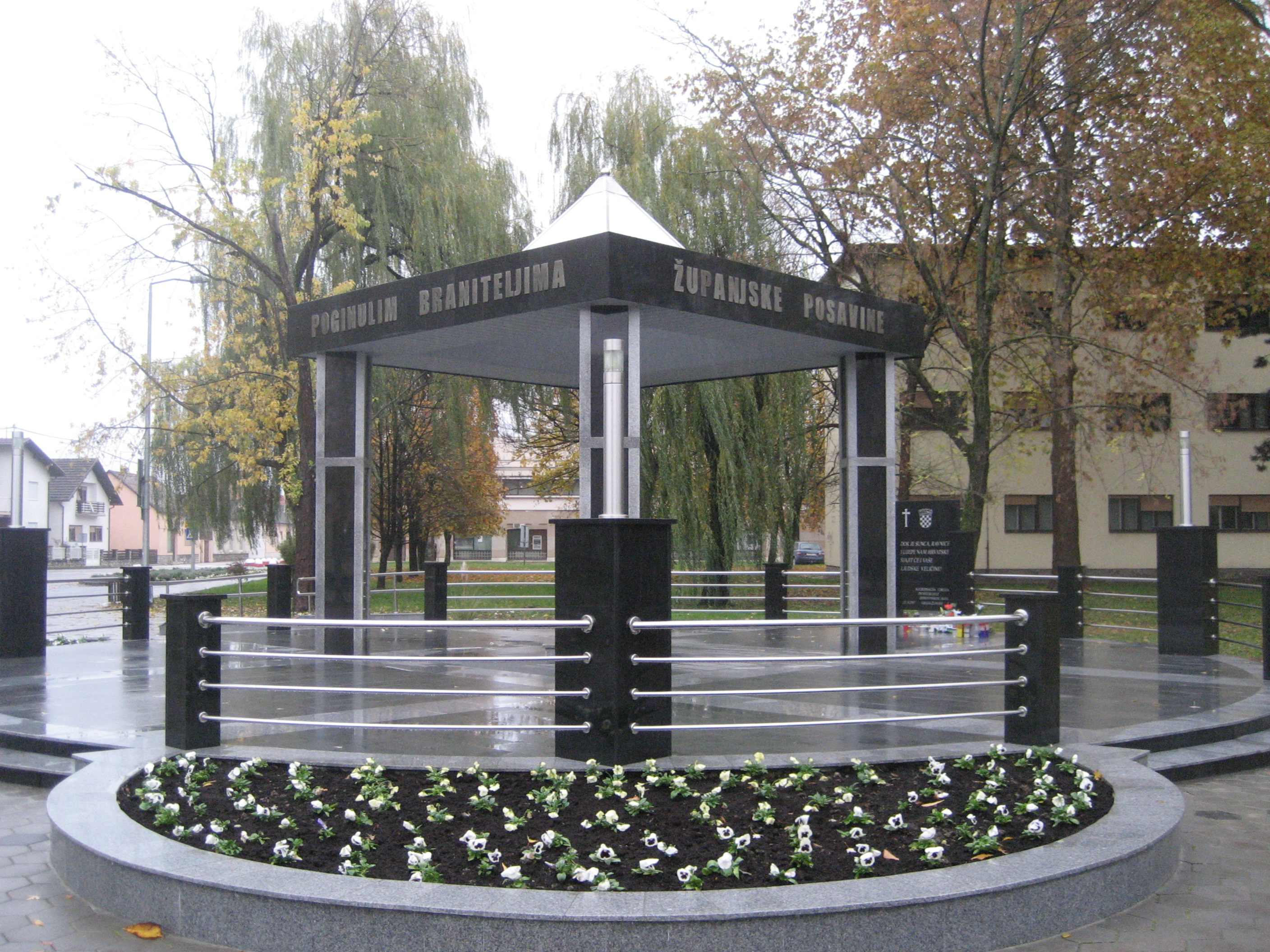
Denkmal für die Verteidiger der Stadt Županja während des Serbisch-Kroatischen Krieges 1991–1995
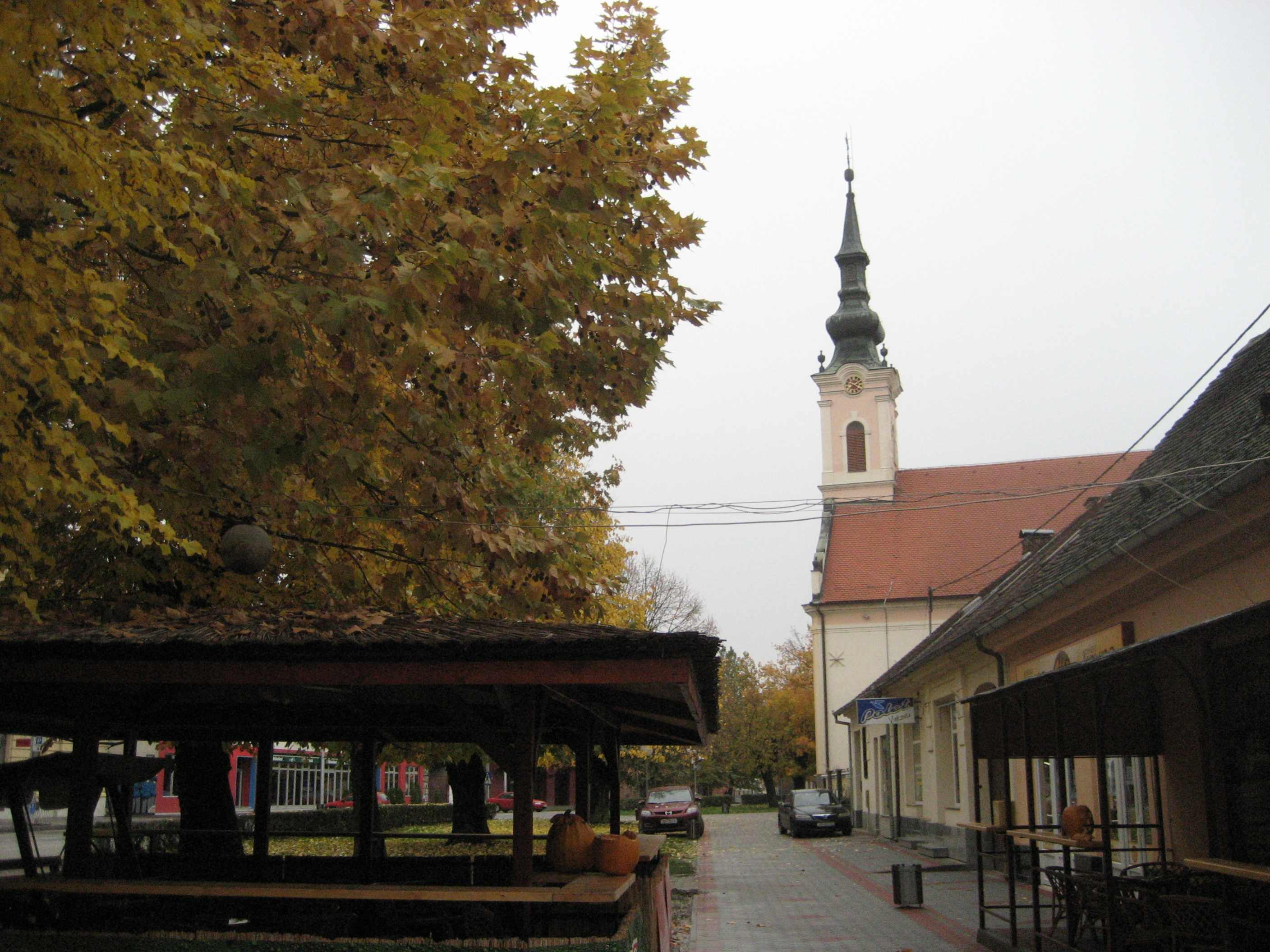
Das Stadtzentrum in Županja
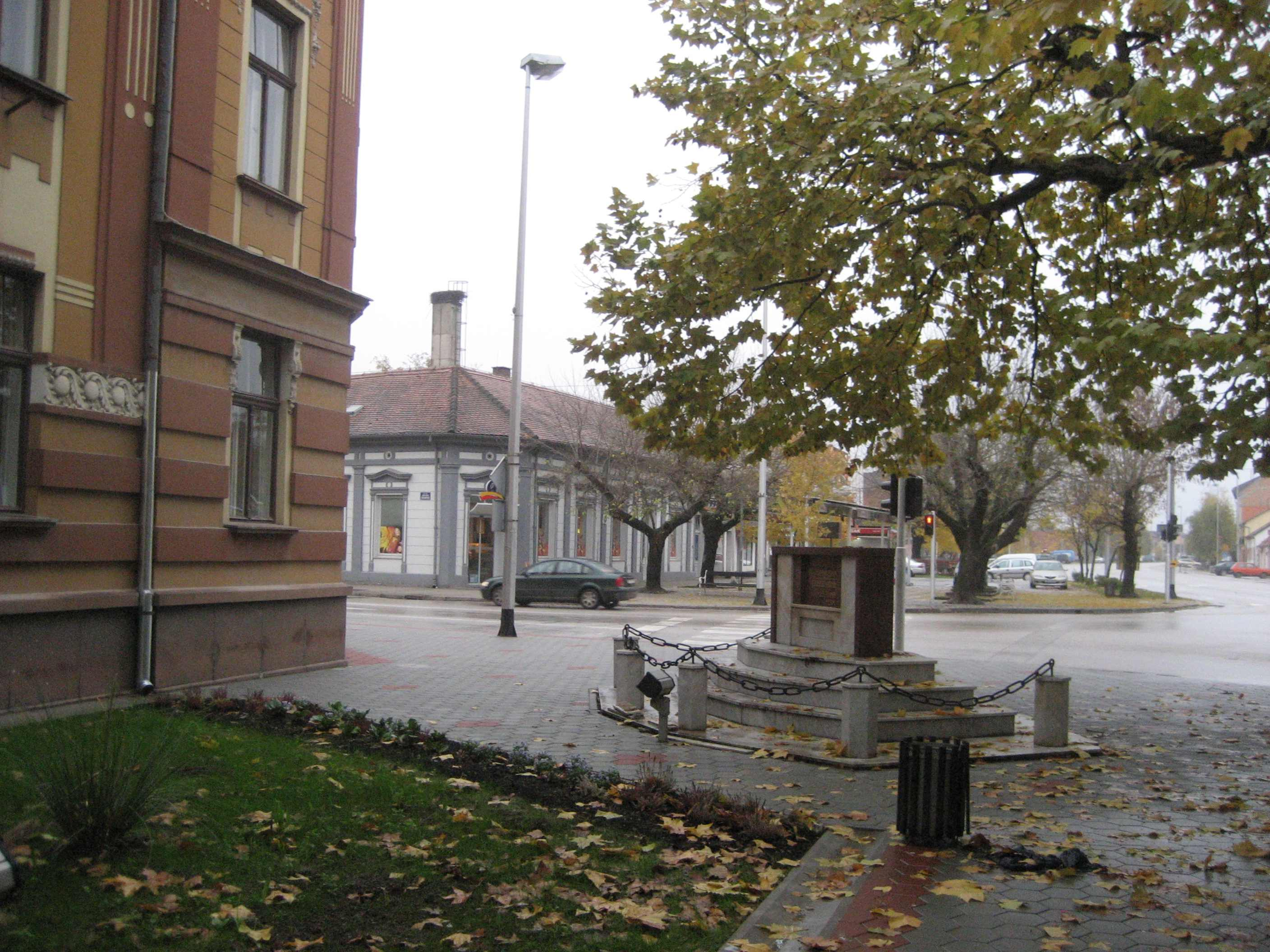
Županja

## Demografie
Laut Volkszählung 2011 leben in Županja 12.090 Einwohner, davon 6.191 Frauen und 5.899 Männer. Die folgende Tabelle zeigt den Anteil der einzelnen Nationalitäten an der Gesamtbevölkerung:
| Nationalität | Anteil |
| ------------ | ------ |
| Kroaten      | 96,72  |
| Serben       | 00,85  |
| Bosniaken    | 00,65  |
| Albaner      | 00,37  |
| Ungarn       | 00,11  |
| Andere       | 01,30  |

## Sport und Kultur
- Tennisverein Županja 1881
- Handballverein Županja
- Basketballverein Županja
- Taekwondoverein TIGAR Županja
- Motorradverein Županja
- Fußballverein Graničar Županja (NK Graničar Županja)
- Fußballverein Sladorana Županja
- Fußballverein Županja 77

## Schulen in Županja

### Grundschulen
- Grundschule Ivana Kozarca
- Grundschule Mate Lovraka
- Musikschule Srećka Albinija

### Mittelschulen
Gymnasium
- Obrtničko-industrijska škola (Fachschule)
- Tehnička škola (Realschule)

## Berühmte Menschen aus Županja
- Srećko Albini, Komponist
- Ferdo Bačić, Schriftsteller
- Ivo Balentović, Schriftsteller
- Indira Vladić-Mujkić, Sängerin
- Tea Brunschmidt, Pianistin
- Zlatan Ćurić, Komponist, Musikpädagoge und Esperantist
- Ivan Degrel, Musiker und Publizist
- Ferdo Galović, Dichter
- Stjepan Gruber, Historiker
- Ivan Herman, Maler
- Ferdo (Selim) Juzbašić, Schriftsteller
- Josip Lochert, Arzt
- Melita Lorković, Pianistin
- Ivo Martinović (* 1965), römisch-katholischer Ordensgeistlicher, Bischof von Požega
- Krešimir Nemec, Uni-Professor
- Suzana Nikolić, Schauspielerin
- Mladen Pozajić, Komponist, Dirigent und Musikpädagoge
- Martin Robotić, Schriftsteller und Lehrer
- David Schwarz (1850–1897), Landwirt und Erfinder
- Viktor Sedeli, Komponist
- Rudolf Švagel-Lešić, Bildhauer
- Krunoslav Tkalac, Historiker
- Stjepan Tomić, Journalist und Publizist
- Mladen Vulić, Schauspieler

## Politische Parteien in Županja
- Demokratski centar – DC (Demokratischer Zentrum)
- Hrvatska demokratska zajednica – HDZ (Kroatische Demokratische Union)
- Hrvatska narodna stranka – HNS (Kroatische Volkspartei)
- Hrvatska seljačka stranka – HSS (Kroatische Bauernpartei)
- Hrvatska socijalno liberalna stranka – HSLS (Kroatische Sozial Liberale Partei)
- Hrvatska stranka prava – HSP (Kroatische Rechts Partei)
- Hrvatski blok – HB (Kroatischer Block)
- Posavska stranka – PSS (Posavische Partei)
- Socijalno demokratska partija – SDP (Sozialdemokratische Partei)